# 垂序商陆
垂序商陆（学名：Phytolacca americana），又名美洲商陆、美商陸、花商陸、野胭脂、白鸡腿，为商陆科商陆属下的一个植物种。

该植物全株有毒，易與山牛蒡或人參混淆，原产于北美洲。

## 外部連結
- 商陸 Shanglu（页面存档备份，存于） 中藥材圖像數據庫 (香港浸會大學中醫藥學院)
- . 中国植物物种信息库.   [2023-11-15] （中文）.